# Jon Michelet

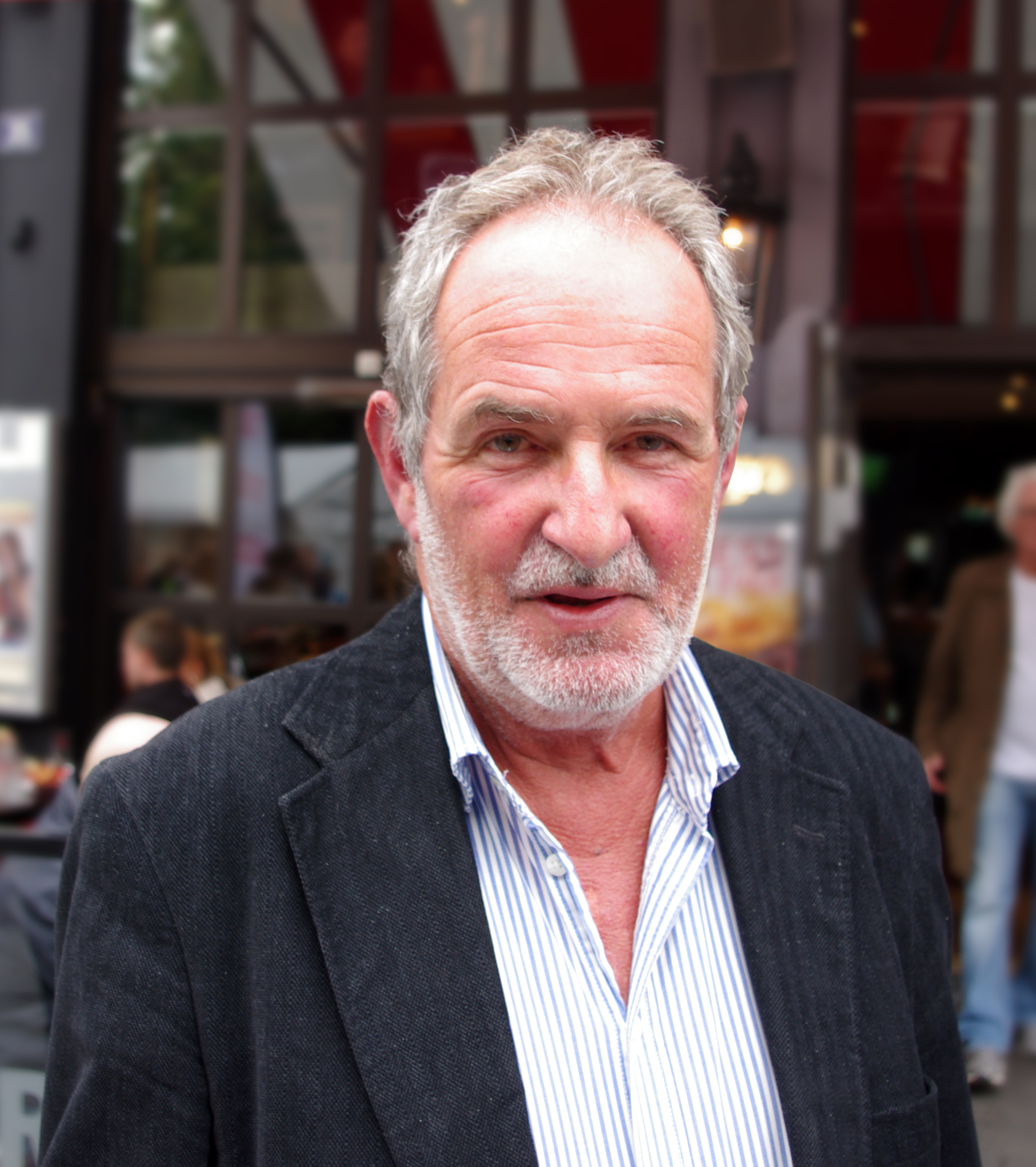
Jon Michelet (2011)

Jon Michelet (* 14. Juli 1944 in Moss; † 14. April 2018 in Oslo) war ein norwegischer Schriftsteller und Journalist.

## Leben
Jon Michelet war ein ausgebildeter Steuermann und studierte Journalismus an der Hochschule Oslo. Er arbeitete als Seemann, Hafenarbeiter und nach seinem Studium auch als Journalist bei der Tageszeitung Nordlys sowie später als Verlagschef. Michelet moderierte ebenfalls eine Reihe Unterhaltungsprogramme im norwegischen Fernsehen. Von 1997 bis 2002 war er Chefredakteur der linken Tageszeitung Klassekampen.
Er war Mitglied der linksradikalen Partei AKP, später Rødt, und wirkte als Regionalpolitiker. In den 1970er Jahren wurde Michelet wegen Verdacht auf kommunistische Untergrundtätigkeit von der Polizei geheim überwacht. Seine Telefongespräche wurden abgehört und seine privaten Briefe gelesen. Er galt als führendes Mitglied der norwegischen kommunistischen Partei AKP.
Michelet erkrankte an Krebs und wurde in einem Osloer Krankenhaus behandelt, wo er am 14. April 2018 an den Folgen seiner Krankheit starb.

## Literarisches Wirken
Michelets erster Kriminalroman erschien 1975. Von da an schrieb er auch zahlreiche Kinderbücher, Dramen und Sachbücher. Gemeinsam mit Dag Solstad gab er fünf Bücher über Fußball-Weltmeisterschaften heraus. Einige seiner Bücher verfilmte man u. a. als TV-Krimis.
Bis zu seinem Tod erschienen 12 seiner Romane von Gabriele Haefs übersetzt in deutscher Sprache. Zuletzt arbeitete er noch an einem neuen Buch seiner Serie En sjøens helt (Ein Held der See), das er kurz vor seinem Tod noch fertigstellen konnte und im Herbst 2018 erscheinen soll.
Michelet wirkte von 2003 bis 2009 als Präsident des Rivertonklubben, einer literarischen Vereinigung von Schriftstellern, Verlegern, Buchhändlern und Literaturwissenschaftlern. Die Gesellschaft verleiht seit 1972 jährlich den Riverton-Preis für das beste kriminalliterarische Werk. Michelet selbst erhielt diesen Preis in den Jahren 1981 und 2001.

## Verfilmungen
- 1985: Orion’s Belt (Orions Belte)
- 1996: Thygesen